# Zeche Neu-Iserlohn
Die Zeche Neu-Iserlohn ist ein ehemaliges Steinkohlebergwerk, gelegen auf der Stadtgrenze Bochum/Dortmund zwischen Langendreer und Somborn. Das Bergwerk wurde zunächst unter dem Namen Zeche Vereinigte Münsterland geführt, wurde aber einige Jahre später umbenannt in Zeche Neu-Iserlohn. Das Grubenfeld der Zeche Neu-Iserlohn befand sich nördlich der Mergelgrenze.

## Geschichte

### Die Anfänge
In der Mitte des 19. Jahrhunderts wurde ein 44 Meter tiefer Suchschacht in dem Gebiet zwischen Langendreer und Somborn abgeteuft. Um bis auf diese Teufe zu gelangen, war der Schacht durch eine 15 Meter mächtige Mergelschicht geteuft worden. Nachdem die Lagerstätte entblößt worden war, wurden am 10. Mai des Jahres 1847 die Geviertfelder Junger Friedrich und Friedrichs Neuglück und am 27. Juli des Jahres 1848 das Geviertfeld Theodor August verliehen. Am 2. Juni desselben Jahres wurden die drei Geviertfelder zu Vereinigte Münsterland konsolidiert. Am 4. Mai des Jahres 1849 wurde die Gewerkschaft Münsterland gegründet und erwarb die Berechtsame. Im Jahr 1856 wurde mit den Teufarbeiten für den Schacht 1 begonnen. Der Schacht sollte zur Förderung und zur Wasserhaltung dienen und wurde in der Nähe der geplanten Eisenbahnlinie der Dortmund-Bochumer Eisenbahn angesetzt. Das Bergwerk gehörte zu diesem Zeitpunkt zum Bergrevier Oestlich-Witten. Die obersten acht Lachter des Schachtes wurden mit einem wasserdichten Ausbau versehen. Im Jahr darauf wurde der Schacht auf 34 Lachter abgeteuft und erreichte bei einer Teufe von 20 Metern (+81 m NN) das Karbon. Nachdem im Jahr 1858 bei einer Teufe von 75 Metern (+26 m NN) die Wettersohle und bei einer Teufe 107 Metern (−6 m NN) die erste Bausohle angesetzt worden war, wurden die ersten Kohlen gefördert.

### Die ersten Betriebsjahre
Im Jahr 1859 wurde mit der regelmäßigen Förderung begonnen. Der Betrieb der ersten Abbaubetriebe verlief anfangs recht gut. Abgebaut wurde im Flöz No. 5, das eine gute Gaskohle lieferte. Die geförderten Kohlen konnten zum Teil über eine Pferdebahn nach Langendreer transportiert und verkauft werden. Allerdings traten zu diesem Zeitpunkt schon recht häufig schlagende Wetter auf. Die Bewetterung erfolgte über den Schacht 1 mittels eines gemauerten Schachtwetterscheiders. Die weitere Bewetterung der Grubenbaue erfolgte über Lutten. Dadurch wurde ein für die normale Bewetterung ausreichender Wetterzug erzeugt. Allerdings wurde aufgrund der häufigen Schlagwetter das Abteufen eines zweiten Schachtes erforderlich. Ab dem Jahr 1860 wurden zunächst nur Aus- und Vorrichtungsarbeiten durchgeführt. Im Jahr 1861 erreichte der nördliche Querschlag auf der ersten Bausohle eine Auffahrungslänge von 95 Lachtern. Auf der Wettersohle wurde das Flöz No. 3 und auf der ersten Bausohle die Flöze 4 bis 6 in Verhieb genommen. Das Bergwerk gehörte zu diesem Zeitpunkt zum Bergrevier Dortmund. Im Jahr 1862 fand wieder regelmäßiger Abbau statt. und die Aus- und Vorrichtungsarbeiten wurden fortgeführt. Der nördliche Wetterquerschlag wurde bis auf eine Länge von 63½ Lachtern und der Hauptquerschlag auf der ersten Bausohle bis auf eine Länge von 126 Lachtern weiter aufgefahren. Der Hauptquerschlag erreichte damit das Flöz Nr. 2. In den Flözen Nr. 3, 4 und 6 wurden die Ausrichtungsstrecke weiter in westlicher und östlicher Richtung aufgefahren. Im Oktober 1862 wurde über Tage eine Lokomotivzweigbahn in Betrieb genommen, die zum Bahnhof Langendreer der Bergisch-Märkischen Eisenbahn-Gesellschaft (BME) führte.
Im Jahr 1863 wurde bei einer Teufe 46 Metern (+58 m NN) die Hilfssohle nach Süden angesetzt, um in den südlichen Feldern den Abbau aufzunehmen. Der Name der Gewerkschaft und des Bergwerkes wurde umgeändert in Neu-Iserlohn. Grund für diese Umbenennung waren Iserlohner Geldgeber. Die Berechtsame bestand aus drei Geviertfeldern und umfasste eine Fläche von drei Quadratkilometern. Wenige Wochen nach der Umbenennung kam es am 6. August zu einer Schlagwetterexplosion; hierbei wurden drei Bergleute getötet. Am 22. Dezember kam es erneut zu einer Schlagwetterexplosion mit ebenfalls drei Toten. Im Jahr 1864 wurden die Teufarbeiten an Schacht 1 wieder aufgenommen und bei einer Teufe 159 Metern (−58 m NN) die zweite Bausohle angesetzt. Außerdem wurde in diesem Jahr der Wetterschacht 1 geteuft. Der Schacht wurde 130 Meter südlich von Schacht 1 angesetzt. Der Schacht wurde auf eine Teufe von 30 Metern bis ins Flöz Nr. 5 geteuft. Am 6. August desselben Jahres kam es zu einer weiteren Schlagwetterexplosion; hierbei wurden vier Bergleute getötet. Im Jahr 1865 wurde mit den Teufarbeiten für den Schacht 2 begonnen. Der Schacht wurde 800 Meter nördlich von Schacht 1 im Nordfeld in Lütgendortmund am Hellweg errichtet. Der Schacht wurde mit einer elliptischen Schachtscheibe abgeteuft. Beim Durchörtern des Mergels traten starke Wasserzuflüsse auf. Man hoffte, durch den Einsatz einer Lokomobile das Wasser in den Griff zu bekommen, um so den Schacht bis ins Karbon abteufen zu können. Im Jahr 1866 wurde der Wetterschacht 1 in Betrieb genommen. Bei diesem Schacht wurde unter Tage ein Wetterofen betrieben. Über Tage wurde eine Kohlenwäsche in Betrieb genommen. Die Teufarbeiten an Schacht 2 wurden durch starke Wasserzuflüsse gestört. Da die Wasserzuflüsse sich nicht abdämmen ließen, versuchte man im Jahr 1867, das Wasser über ein neu erstelltes Bohrloch in die Grubenbaue des alten Feldes abzuleiten.

### Die schwerste Schlagwetterexplosion im Ruhrrevier
Anfang des Jahres 1868 kam es auf dem Bergwerk zu einer erneuten Schlagwetterexplosion. Die Explosion ereignete sich in den frühen Morgenstunden des 15. Januar, kurz nachdem die Frühschicht eingefahren war. In der Nacht vor dem Ereignis war die erste Bausohle noch von einem Fahrhauer und einigen Gesteinshauern befahren worden. Dabei waren keine Ansammlungen von schlagenden Wettern bemerkt worden. Die Explosion war so heftig, dass sie bis über Tage bemerkt wurde. Bei diesem Grubenunglück verloren 82 Bergleute ihr Leben. Nur wenige Bergleute konnten sich retten; mehrere wurden von den Hilfsmannschaften gerettet. Die meisten der getöteten Bergleute befanden sich im Querschlag und im Bereich des Bremsbergs; aber auch in der Grundstrecke fanden die Helfer getötete Bergleute. Dennoch konnten auch aus den betroffenen Grubenbauen über 70 Bergleute verwundet oder ohnmächtig geborgen werden. Einige Stunden nach der Explosion befuhr der Leiter der westfälischen Bergbehörde, der Berghauptmann Prinz August von Schoenaich-Carolath, zusammen mit dem zuständigen Revierbeamten die Grube. Weitere Befahrungen und Untersuchungen der Unglücksstelle folgten in den nachfolgenden Tagen. Die Schlagwetterexplosion war das bisher schwerste Grubenunglück im Ruhrbergbau. Am Ende der bergbehördlichen Untersuchung wurden von den ermittelnden Bergbeamten mehrere Fehlerquellen für wahrscheinlich gehalten. Der eigentliche Auslöser für diese Schlagwetterexplosion konnte nicht mit absoluter Sicherheit ermittelt werden. Letztendlich war die Bergbehörde der Auffassung, dass das Grubenunglück vermeidbar gewesen wäre, wenn der für den Bereich zuständige und ebenfalls verunglückte Fahrhauer den Bereich vor Anfahrt der Frühschicht kontrolliert hätte. Aus diesen und weiteren Schlagwetterexplosionen zog die Bergbehörde erst nach vielen Jahren ihre Konsequenzen und erließ im Jahr 1898 eine Regelung, die das Berieseln der Grubenbaue mit Wasser vorschrieb. Um die Bewetterung im Grubengebäude zu verbessern, plante die Werksdirektion, den südlichen Wetterschacht bis zur ersten Bausohle zu teufen und die erste Bausohle als Wettersohle zu nutzen. Nachdem die Grubenbaue aufgewältigt worden waren, wurde der Betrieb am 9. März desselben Jahres wieder aufgenommen.

### Der weitere Ausbau des Bergwerks
Im Jahr 1868 erreichte Schacht 2 bei einer Teufe von 47 Metern das Karbon. Im Jahr 1869 wurde auf dem Bergwerk die erste unter Tage Wasserhaltung installiert. Diese Wasserhaltung war die erste druckluftbetriebene Wasserhaltung im Ruhrbergbau. Außerdem wurde in diesem Jahr der Schacht 2 mit der ersten Bausohle durchschlägig. Für den Schacht war eine 36-zöllige Zwillingsfördermaschine vorgesehen, die zeitnah aufgestellt werden sollte. Im Anschluss daran sollten die einzelnen Sohlen zügig ausgerichtet werden. Grund für diese Maßnahme war, dass die Lagerstättenvorräte im alten Schachtfeld fast abgebaut waren. Am 6. September wurden im westlichen Teil des Flöz Nr. erhebliche Ansammlungen von Schlagwettern festgestellt. Als Abbauverfahren wurde zu dieser Zeit der Pfeilerbau verwendet. Das Bergwerk gehörte mittlerweile zum Revier Westlich-Dortmund. Im Jahr 1870 wurde der Schacht 2 mit der zweiten Bausohle durchschlägig. Über Tage wurden das Kesselhaus und das Maschinengebäude sowie zum Teil auch das Schachtgebäude fertiggestellt. Die neue Fördermaschine war mittlerweile teilweise montiert. Am 11. Dezember desselben Jahres kam es erneut zu einer schweren Schlagwetterexplosion; hierbei wurden 35 Bergleute getötet. Im Jahr 1871 wurde mit den Arbeiten für einen Wetterschacht für das Baufeld von Schacht 2 begonnen. Im selben Jahr wurde an Schacht 1 zum ersten Mal Druckluft unter Tage angewendet. Im Schacht 2 wurde bei einer Teufe 255 Metern (−148 m NN) die dritte Bausohle angesetzt. Am 24. Juni desselben Jahres wurden bei einer Schlagwetterexplosion drei Bergleute getötet. Am 24. Juni des Jahres 1873 kam es durch einen Wetterofen zu einem Grubenbrand. Infolge dieses Grubenbrandes kam es zu mehreren Schlagwetterexplosionen; Menschen wurden hierbei nicht getötet. Am 20. Juli wurde mit den Verfüllarbeiten von Schacht 1 begonnen. Der Schacht wurde bis 32 Meter unterhalb der Rasenhängebank verfüllt und gegen Schacht 2 abgedämmt. Im Anschluss an die Verfüllarbeiten wurde der Schacht abgedeckt. Im selben Jahr soff das Südfeld ab. Außerdem wurde mit den Teufarbeiten für den Wetterschacht 2 begonnen. Der Schacht wurde 13 Meter neben Schacht 2 angesetzt. Im Jahr darauf wurde der Schacht 1 aufgewältigt. Im Schacht 2 wurde bei einer Teufe 214 Metern (−110 m NN) eine Mittelsohle angesetzt. Der Wetterschacht 2 wurde im selben Jahr bis zum Flöz Nr. 6 geteuft und hier weiter bis zur ersten Bausohle weiter geteuft. An Schacht 2 wurde eine Kokerei in Betrieb genommen. Im Jahr 1875 wurde mit den Aufwältigungsarbeiten im Südfeld begonnen. Die Anschlussbahn von Schacht 2 zur Strecke Marten – Langendreer der Bergisch-Märkischen Eisenbahn-Gesellschaft (BME) ging 1875 in Betrieb.
Im Jahr 1876 wurde die Berechtsame aufgeteilt in die Schachtanlagen Neu-Iserlohn 1 und Neu-Iserlohn 2. Neu-Iserlohn 1 bestand aus den beiden Schächten Schacht 1 und Wetterschacht 1. Neu-Iserlohn 2 bestand aus dem Schacht 2 und dem Wetterschacht 2. Beide Anlagen wurden nun als eigenständige Bergwerke geführt. Noch im selben Jahr wurden die Teufarbeiten an Schacht wieder aufgenommen und der Schacht wurde tiefer geteuft. Im Jahr 1877 ging der Schacht 1 wieder in Förderung. Im selben Jahr wurden die Teufarbeiten an Schacht 1 und am Wetterschacht wieder aufgenommen und die Schächte wurden tiefer geteuft. Im Schacht 2 wurde bei einer Teufe 285 Metern (−181 m NN) eine Teilsohle angesetzt. Außerdem wurde auf der Schachtanlage Neu-Iserlohn 2 eine Kohlenwäsche in Betrieb genommen. In den Folgejahren wurden die vorhandenen Schächte regelmäßig tiefer geteuft und die Anlagen stetig ausgebaut. Im Jahr 1878 wurde im Schacht 1 bei einer Teufe 245 Metern (−144 m NN) die dritte Bausohle angesetzt. Außerdem wurde ein Durchschlag zum Schacht 2 erstellt. Im Jahr 1879 wurde der Wetterschacht 1 bis zur dritten Bausohle durchschlägig. Am 23. Juli desselben Jahres wurden bei einer Schlagwetterexplosion vier Bergleute getötet. Am 8. Juni des darauffolgenden Jahres kam es zu einer erneuten Schlagwetterexplosion; hierbei verloren 23 Bergleute ihr Leben. Im selben Jahr wurde im Schacht 1 bei einer Teufe 295 Metern (−194 m NN) die vierte Bausohle angesetzt. Außerdem wurde im Schacht 1 bei einer Teufe 295 Metern (−194 m NN) eine Teilsohle der 4. Sohle angesetzt. Im Jahr 1881 wurde der Wetterschacht bis zum Flöz 12 tiefer geteuft. Der Wetterschacht 2 wurde bis zur Mittelsohle tiefer geteuft. In den Jahren bis 1885 wurden die Schächte Jahr für Jahr tiefer geteuft. Schacht 1 wurde 1882 bis zur vierten Bausohle geteuft, der Wetterschacht 1 wurde abgesetzt bis zur vierten Bausohle tiefer geteuft. Am 13. Januar des Jahres 1886 wurden bei einer Schlagwetterexplosion fünf Bergleute getötet. Im Juli desselben Jahres wurde auf Neu-Iserlohn 2 eine Brikettfabrik in Betrieb genommen. Im April des Jahres 1889 beschloss die Generalversammlung der Harpen AG, die Zeche Neu-Iserlohn zu kaufen. Noch im selben Jahr erfolgte der Besitzerwechsel zur Harpen AG.

### Die weiteren Jahre
Im Jahr 1891 wurde der Schacht 2 von der 4. Sohle aus mittels Aufbruch erweitert. Im Jahr darauf wurde im Schacht 1 bei einer Teufe 471 Metern (−370 m NN) die 5. Sohle angesetzt. Im selben Jahr wurde der Wetterschacht 1 ab Flöz 12 tiefer geteuft. Außerdem wurde ein Feldertausch mit der Zeche Heinrich Gustav durchgeführt und in dem erworbenen Teilfeld abgebaut. Im Jahr 1893 erreichte der Wetterschacht 1 eine Teufe von 318 Metern. Im Jahr 1895 wurden die Teufarbeiten am Wetterschacht 2 weitergeführt und der Schacht wurde ab der Teilsohle der 4. Sohle tiefer geteuft. Im Jahr 1896 wurde der Wetterschacht 1 mit der 5. Sohle durchschlägig, der Wetterschacht 2 wurde bis zur 4. Sohle geteuft. Ab dem Jahr 1897 wurden vom Schacht 1 aus die erforderlichen Aus- und Vorrichtungsarbeiten durchgeführt. Auf der siebten Tiefbausohle wurde der südliche Hauptquerschlag im südlichen Sattelflügel weiter bis zum Flöz Nr. 19 aufgefahren. Gleichzeitig wurde eine Verbindung zum Wetterschacht 2 mittels eines Aufhauens erstellt. Außerdem wurde eine neue Wasserhaltungsmaschine installiert, die die Grubenwässer des gesamten Grubenfeldes abpumpen konnte. Über Tage wurden ein neuer Grubenlüfter vom System Rateau installiert und zwei neue Dampfkessel aufgestellt. Außerdem wurde eine neue Waschkaue in Betrieb genommen. Das Bergwerk gehörte zu diesem Zeitpunkt zum Bergrevier Witten. Im Jahr 1898 wurde ein Feldesteil von der Zeche Amalia erworben. Außerdem wurden die Teufarbeiten am Wetterschacht 1 weiter geführt und der Schacht wurde tiefer geteuft. In diesem Jahr waren auf Neu-Iserlohn 1 zehn Flöze in Verhieb; die Mächtigkeit dieser Flöze lag zwischen 0,8 und 2,5 Metern. Vier der in Bau befindlichen Flöze waren mit reiner Kohle, die restlichen sechs Flöze hatten einen Bergeanteil von 0,07 bis zu 0,75 Metern. Auf Neu-Iserlohn 2 waren sieben Flöze in Bau, die Mächtigkeit dieser Flöze lag bei 0,8 bis 2,5 Metern. Drei der Flöze hatten reine Kohle, zwei hatten einen Bergeanteil von 0,07 bis zu 0,75 Metern. Im Jahr 1899 wurde im Schacht 2 bei einer Teufe 474 Metern (−366 m NN) die 5. Sohle angesetzt. Im Jahr 1900 wurde im Wetterschacht 1 bei einer Teufe 571 Metern (−470 m NN) die 6. Sohle angesetzt. Im Jahr 1902 wurde ein Durchschlag mit der Zeche Amalia erstellt.
Im Jahr 1904 wurde im Schacht 2 ab der 5. Sohle ein Aufbruch erstellt. Im Jahr 1906 wurde ein Durchschlag mit der Zeche Siebenplaneten erstellt. Im Jahr 1907 wurde mit den Teufarbeiten für einen weiteren Wetterschacht begonnen. Der Schacht wurde als Wetterschacht 3 bezeichnet; er wurde neben Schacht 1 angesetzt. Der Schacht wurde mit einem Durchmesser von fünf Metern geteuft. Später wurde der Wetterschacht 3 als Schacht 3 bezeichnet. Im Jahr 1908 erreichte der Schacht die 5. Sohle. Im Jahr 1910 erreichte der Wetterschacht 3 die 7. Sohle. Im Jahr 1912 wurde der Wetterschacht 3 in Betrieb genommen. Der Schacht wurde mit einer Fördereinrichtung ausgestattet. Im Jahr darauf wurde der Wetterschacht außer Betrieb genommen. Außerdem wurde der Wetterschacht 3 nun auch als Förderschacht genutzt. Im Jahr 1915 wurde die Teufarbeiten an Schacht 2 wiederaufgenommen und der Schacht wurde tiefer geteuft. Im selben Jahr wurde die Brikettfabrik stillgelegt. Im Jahr 1919 wurde im Schacht 2 bei einer Teufe 577 Metern (−469 m NN) die 6. Sohle angesetzt. Am 27. Juli des Jahres 1922 kam es bei der Seilfahrt zu einem Unglück; hierbei starben sechs Bergleute. Am 24. Dezember des Jahres 1928 wurden bei einer Schlagwetterexplosion sechs Bergleute getötet. Am 7. Januar des darauffolgenden Jahres kam es zu einer erneuten Schlagwetterexplosion, hierbei wurden fünf Bergleute getötet. Am 30. September dieses Jahres wurde die Kokerei auf Neu-Iserlohn 2 stillgelegt. Im Jahr 1929 wurde die Förderung auf Neu-Iserlohn 2 eingestellt. Das Grubenfeld wurde zu Neu-Iserlohn 2 zugefügt. Die Schächte blieben weiterhin befahrbar. Im selben Jahr wurde der Wetterschacht 1 aufgegeben. Im Jahr 1931 wurden die beiden Anlagen Neu-Iserlohn 1 und Neu-Iserlohn 2 zu einer Anlage vereinigt. Schacht 3 wurde im selben Jahr zum Hauptförderschacht; Hauptfördersohle war die 6. Sohle. Im Jahr 1944 wurde die Zeche Siebenplaneten übernommen.

### Die letzten Jahre
Zum Kriegsende des Zweiten Weltkrieges war das Bergwerk vermutlich außer Betrieb. Die 6. Sohle war abgesoffen. Die Berechtsame umfasste eine Fläche von elf Quadratkilometern. Es waren die Schächte 1, 2, 3, Eduard und Mathilde, Wetterschacht 2 und der Bunkerschacht vorhanden. Mit diesen Schächten hatte das Bergwerk nun drei Schächte, die als Förder- und Seilfahrtschächte genutzt wurden, einen Seilfahrt- und Wetterschacht, zwei Wetterschächte und den Bunkerschacht. Im Jahr 1949 wurde die 6. Sohle weiter ausgerichtet. Im Jahr 1951 kam es zu einem Grubenbrand, Personen wurden nicht geschädigt. Im Jahr 1953 wurde auf der 6. Sohle ein Durchschlag mit der Zeche Robert Müser erstellt. Am 1. Januar des Jahres 1955 wurde die Förderung auf Neu-Iserlohn eingestellt. Die Schächte blieben zunächst weiter geöffnet. Die Zeche Neu-Iserlohn wurde noch im selben Jahr mit der Zeche Robert Müser zu einem gemeinsamen Bergwerk zusammengeschlossen.

## Förderung und Belegschaft
Die ersten Belegschaftszahlen des Bergwerks stammen aus dem Jahr 1856, in diesem Jahr waren 102 Mitarbeiter auf dem Bergwerk beschäftigt. Die ersten Förderzahlen des Bergwerks stammen aus dem Jahr 1858, in diesem Jahr wurde eine Förderung von 1000 Tonnen Steinkohle erbracht. Die Belegschaftsstärke lag in diesem Jahr bei 168 Beschäftigten. Im Jahr 1865 waren 402 Mitarbeiter auf dem Bergwerk beschäftigt, die eine Förderung von 401.871 preußischen Tonnen Steinkohle erbrachten. Im Jahr 1870 wurden mit 470 Beschäftigten rund 74.000 Tonnen Steinkohle gefördert. Im Jahr 1875 wurde eine Förderung von rund 49.000 Steinkohle erbracht, die Belegschaftsstärke lag bei 483 Tonnen Steinkohle. Auf dem Bergwerk wurden Fettkohlen, die eine mittlere Qualität hatten, gefördert. Im Jahr 1885 wurde eine Förderung von 429.701 Tonnen Steinkohle erbracht. Die Belegschaftsstärke lag in diesem Jahr bei 1521 Beschäftigten. Im Jahr 1900 stieg die Förderung auf 614.614 Tonnen Steinkohle, die Belegschaftsstärke lag bei 2360 Beschäftigten. Im Jahr 1905 wurde eine Förderung von 548.575 Tonnen Steinkohle erbracht, die Belegschaftsstärke lag in diesem Jahr bei 1729 Beschäftigten. Im Jahr 1910 wurden mit 2316 Beschäftigten annähernd 618.000 Tonnen Steinkohle gefördert. Im Jahr 1920 wurden mit 2909 Beschäftigten eine Förderung von 598.335 Tonnen Steinkohle erbracht. Die maximale Förderung des Bergwerks wurde im Jahr 1927 erbracht. In diesem Jahr stieg die Förderung auf 846.315 Tonnen Steinkohle, die Belegschaftsstärke lag bei 2880 Beschäftigten. Im Jahr 1930 wurden mit 1977 Mitarbeitern 606.063 Tonnen Steinkohle gefördert. Im Jahr 1940 wurde eine Förderung von 617.612 Tonnen Steinkohle erbracht. Die Belegschaftsstärke lag in diesem Jahr bei 1977 Beschäftigten. Im Jahr 1950 wurde eine Förderung von rund 460.000 Tonnen Steinkohle erbracht. Im Jahr 1954 waren noch 1820 Mitarbeiter auf dem Bergwerk beschäftigt, es wurden 480.524 Tonnen Steinkohle gefördert. Dies sind die letzten bekannten Förder- und Belegschaftszahlen.

## Kokerei Neu-Iserlohn
Auf dem Gelände der Zeche Neu-Iserlohn wurden eine Kokerei und eine Brikettfabrik betrieben. Die Fettkohle wurde von 1860 an in Flammöfen verkokt und ab 1895 mittels sechzig Otto-Hoffmann-Öfen auch zur Gewinnung von Teer, Benzol und Ammoniak eingesetzt. Die Trennung, Reinigung und Abfüllung dieser Nebenprodukte erfolgte am Fuß der Ofenbatterie. 1907 wurde diese Batterie nochmals modernisiert, diesmal mit Koksöfen der Bauart Otto-Hilgenstock.
Die Ruine der Kokerei von 1895 steht seit 1995 unter Denkmalschutz.

## Heute
Seit 1968 wird auf dem Gelände der Zeche Neu-Iserlohn die Justizvollzugsanstalt Bochum-Langendreer betrieben, zum Teil unter Nutzung der historischen Gebäude.